# 불과 얼음의 춤
《불과 얼음의 춤》(A Dance of Fire and Ice)은 7th Beat Games에서 개발된 리듬 게임이다. 대한민국에서는 흔히 얼불춤이라는 별칭으로 잘 알려져있다.
26가지의 공식 레벨과 DLC 레벨 9개, 배속 모드, 레벨 에디터, 창작마당으로 이루어져 있다.